# Paso Magueyito
Paso Magueyito är en ort i Mexiko.   Den ligger i kommunen Tierra Blanca och delstaten Veracruz, i den sydöstra delen av landet, 290 km öster om huvudstaden Mexico City. Paso Magueyito ligger 161 meter över havet och antalet invånare är 364.
Terrängen runt Paso Magueyito är huvudsakligen platt, men åt sydväst är den kuperad. Terrängen runt Paso Magueyito sluttar österut. Runt Paso Magueyito är det ganska tätbefolkat, med 65 invånare per kvadratkilometer. Närmaste större samhälle är Cosolapa, 14,9 km väster om Paso Magueyito. Trakten runt Paso Magueyito består till största delen av jordbruksmark.